# Carmen Pitot Guzmán
Carmen Silvia Pitot Guzmán (Lima, 17 de mayo de 1946) es una periodista peruana, gerontóloga social, geógrafa y docente universitario. Se considera una pionera del periodismo social moderno, comprometida con la temática de la discapacidad, el envejecimiento y la ecología.

## Biografía
Nació en la ciudad de Lima en 1946. Es integrante de la promoción 1963 del Colegio Nacional de Mujeres Teresa González de Fanning.  Periodista profesional especialista en Prensa, Radio, Televisión y Relaciones Públicas. Docente a nivel inicial, secundario y superior. Redactora de páginas especializadas y conducción de programas radiales, así como secuencias televisivas en periodismo social en los campos de la discapacidad, gerontagogía y ecología. Especialista en enseñanza a personas mayores de 60 años. Es conferencista y disertante en talleres.
Tiene el título de bachiller en Geografía, por la Universidad Nacional Mayor de San Marcos, magíster en Educación, por la Universidad de San Martín de Porres y Gerontología Social, por la Universidad Autónoma de Madrid, España. Doctoranda en Educación, Instituto de Calidad de la Educación Universidad de San Martín de Porres. 
Certificada en Producción de Programas de Radio Centro Internacional de Estudios Superiores de Periodismo de América Latina - Ciespal, Quito, Ecuador.
Ex docente de la Universidad de San Martín de Porres, Universidad Inca Garcilaso de la Vega y Universidad Jaime Bausate y Meza.
Laboró en los diarios La Prensa, Última 
Hora, La Noticia y El Comercio.
Condujo el programa de TV, "Buenas Tardes Familia de Linda Guzmán", en América Televisión, durante los años 1978 y 1980. Así como en el Canal Bego Televisión Canal 11 en 1974.
Condujo, durante 15 años, el espacio "Nuestros Hermanos Mayores" por Radio María Perú.
Ha conducido espacios radiofónicos en las radios: Nacional, RBC, Miraflores, Moderna, Del Pacífico, Libertad, entre otras.
En la actualidad conduce los programas "Muchachitos del Ayer" y "Optimismo" por Radio Somos Capaces, la primera emisora inclusiva del Perú.
Es pionera del periodismo social moderno, comprometida con la temática de la discapacidad, envejecimiento y ecología. Por lo cual ha sido  reconocida mediante varios premios nacionales e internacionales.

## Premios y distinciones

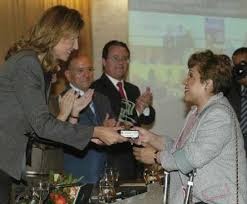
S.A.R. la Infanta Dª. Cristina, entrega Premio Imserso 2006 al Mérito Social a la Periodista Carmen Pitot.

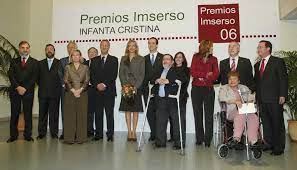
S.A.R. la Infanta D.ª Cristina, Premios Imserso 2006

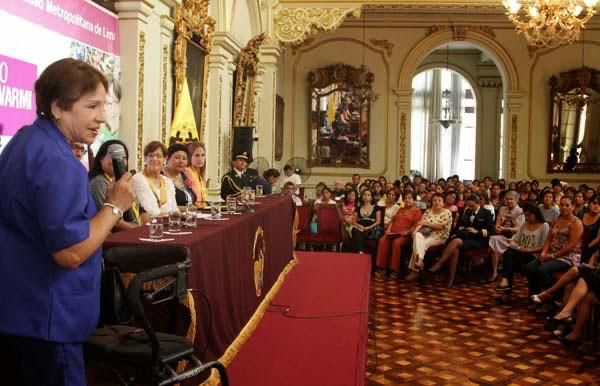
Premio Lima Warmi 2014

- Medalla del Congreso de la República del Perú, 2014.
- Premio IMSERSO Infanta Cristina al Mérito Social 2006,  España[5][6][7][8]
- Premio Prensa, Instituto Nacional de Servicios Sociales- INSERSO, 1992.  España.[9]
- Premio IMSERSO por su defensa a los mayores y discapacitados, 2001.   España[10][11]
- Premio Día Mundial de la Salud - Ministerio de Salud, Perú,1999.
- Centro Internacional de Estudios Superiores de Periodismo de América Latina - Ciespal.  Ecuador.
- Premio Nacional Kukuli, Comisión Episcopal Peruana,1986.
- Premio Recuperación de la Ciudad, Municipalidad de Lima,1971.
- Premio Lima Warmi[12] Municipalidad Metropolitana de Lima, 2014.
- Reconocimiento al Adulto Mayor, Categoría Docencia, Ministerio de la Mujer y Desarrollo Social, 2008.[13]
- Amauta de Periodismo, Colegio de Periodistas de Lima, 2012.